# Чертухинский балакирь
«Чертухинский балакирь» — роман Сергея Клычкова 1926 года.
Входит в трилогию (вместе с «Сахарным немцем» и «Князем мира»), в которой автор исследует проблему святости.
Здесь С. Клычков выразил свою натурфилософию, основанную на идее пантеизма, и противопоставил её философии христианства.